# Forever (aespa歌曲)
《Forever》 (약속)，是韓國女子偶像組合aespa第二張數位單曲，於2021年2月5日發行。後來被收錄在aespa第二張韓語迷你專輯《Girls》中，於 2022 年 7 月 8 日發行。此歌由劉英振作詞作曲，並且翻唱自SM Town2000年發行的第二個冬季合輯《Christmas Winter Vacation in SMTown.com》中的同名歌曲。

## 背景
2021年1月29日，SM娛樂宣布aespa將以《Forever》回歸，將於2021年2月5日正式發行，這是aespa的首次回歸，是翻唱作曲家劉英振於2000年發行的同名歌曲《Forever》。
2021年2月1日，SM娛樂公開了成員Karina和Ningning的預告照。
2021年2月2日，SM娛樂公開了成員Winter和Giselle的預告照。

## 正式發行
2021年2月5日下午6點，《Forever》正式發行。

## 作品
《Forever》由劉英鎮作詞作曲，李秀滿負責製作。 這首歌被描述為一首中速 R&B 民謠，背景是原聲吉他和弦樂器。  樂譜方面，歌曲以降D大調作曲，節奏為每分鐘184拍。 時長 4 分 58 秒，是 Aespa 歌曲中最長的歌曲。  NME 雜誌將《Forever》與 Aespa 她們之前的單曲《Black Mamba》相比呈現出「圖像和聲音的背離」。

## 曲目
| 數位音樂下載 | 數位音樂下載 | 數位音樂下載 | 數位音樂下載 | 數位音樂下載 | 數位音樂下載 |
| 曲序         | 曲目         |              | 作曲         | 编曲         | 时长         |
| ------------ | ------------ | ------------ | ------------ | ------------ | ------------ |
| 1.           | Forever      | 劉英振       | 劉英振       | 劉英振       | 4:58         |
| 总时长：     | 总时长：     | 总时长：     | 总时长：     | 总时长：     | 4:58         |

## 製作名單
製作名單摘自 Melon.
工作室
- SM Big Shot Studio – 聲音錄製和再現, 数字媒体, 混音
- Studio-T – 錄音
- Sonic Korea – 聲音處理

人員
- Aespa – 主唱
- 劉英振 – 歌詞、背景人聲、錄音、數字編輯、作曲、編曲、音樂和聲音主導、導演、混音工程、混音
- Sam Lee – 貝斯、吉他
- K Strings – 弦樂
- Shim Sang-won –編弦、指揮
- 吳承根 – 錄音
- Oh Se-young – 錄音助理
- 千勳 – 母帶
- 申秀敏 – 母帶助理

## 榜單
| 榜單 (2021年)                             | 最高 排名 |
| ----------------------------------------- | --------- |
| 韓國下載 (Gaon)                           | 28        |
| 美國 《公告牌》世界單曲暢銷榜 (Billboard) | 11        |

## 發行歷史
| 地區 | 日期         | 發行形式             | 廠牌                     | 參考  |
| ---- | ------------ | -------------------- | ------------------------ | ----- |
| 全球 | 2021年2月5日 | 數位音樂下載和流媒體 | SM Entertainment Dreamus | [ 7 ] |